# Camilo Cobo

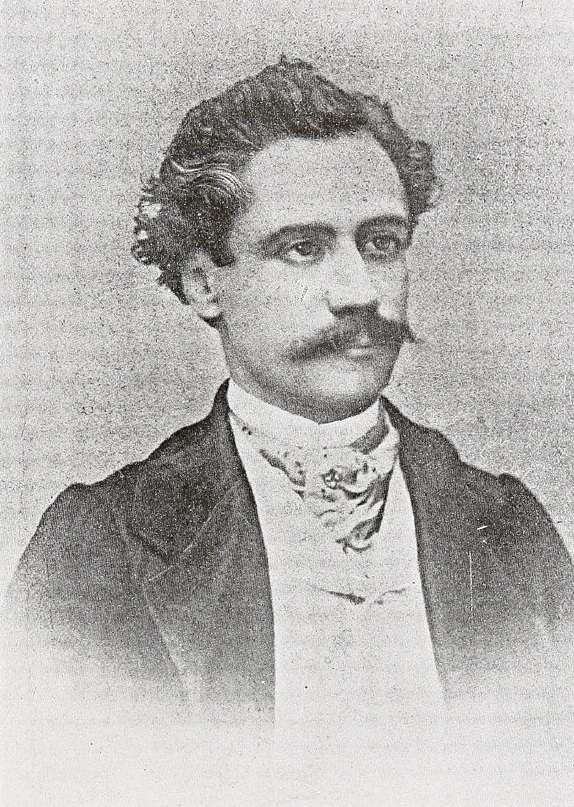
Camilo E. Cobo

Camilo Enriquez Cobo Gutiérrez (1831-1884) Político chileno.
Hijo de José María Cobo Sáez y de Rosario Gutiérrez Muñoz-Bezanilla. Realizó sus estudios en el Instituto Nacional, para posteriormente titularse de abogado en la Universidad de Chile (1862).
De temprana edad se inició en el periodismo, llegando a ser redactor de El Mercurio de Valparaíso (1865). Ejerció la docencia en el Instituto Nacional, llegando a ser rector por un breve periodo de 1872.
Fue elegido diputado por Chillán para el periodo 1870-1873. Durante esos años también ejerció como Ministro de Hacienda (1871-1872) del presidente Federico Errázuriz Zañartu, y luego Intendente de Santiago (1881-1883)
| Precedido por: José Antonio Gandarillas | Ministro de Hacienda 1871-1872     | Sucedido por: Ramón Barros Luco |
| Precedido por: Diego Barros Arana       | Rector del Instituto Nacional 1872 | Sucedido por: Uldaricio Prado   |